# سیارک ۷۴۸۰
سیارک ۷۴۸۰ (به انگلیسی: 7480 Norwan، نامگذاری:1994PC) هفت هزار و چهارصد و هشتادمین سیارک کشف شده‌است که در ۱ اوت ۱۹۹۴ کشف شد.
قدر مطلق سیارک برابر ۱۷٫۲۰ است.